# Lawrence Venuti

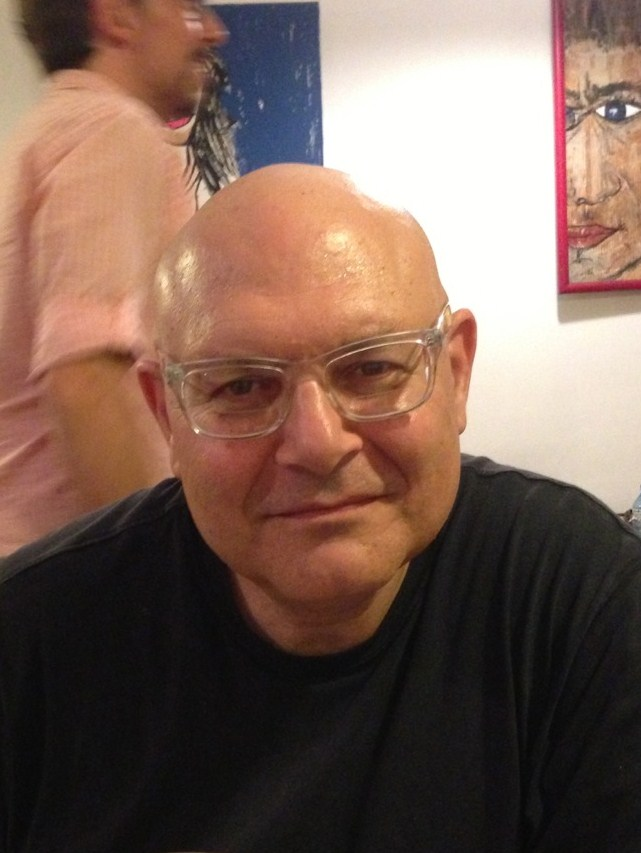
Lawrence Venuti (2014)

Lawrence Venuti (ur. w 1953 r. w Filadelfii) – amerykański teoretyk i historyk przekładu, tłumacz języka włoskiego, francuskiego i katalońskiego.

## Kariera
Venuti ukończył studia na Uniwersytecie Temple. Przez długi czas mieszkał w Nowym Jorku. W 1980 otrzymał tytuł doktora nauk humanistycznych w zakresie filologii angielskiej na Uniwersytecie Columbia, gdzie studiował z teoretykami literatury (Joseph Mazzeo i Edward Tayler) i krytykami kultury I nauk społecznych takimi jak Edward Said i Sylvere Lotringer. W tym samym roku otrzymał też Renato Poggioli Translation Award za swoje tłumaczenie powieści Delirium Barbary Alberti.
Venuti jest profesorem filologii angielskiej na Uniwersytecie Temple oraz profesorem wizytującym Uniwersytetu Pensylwanii, Uniwersytetu Princeton, Uniwersytetu Columbia, Uniwersytetu w Trenton, Uniwersytetu w Mainz, Barnard College oraz Uniwersytetu Królowej w Belfaście.
Lawrence Venuti jest również członkiem zespołu redakcyjnego lub rady doradczej następujących czasopism: Reformation: The Journal of the Tyndale Society, The Translator: Studies in Intercultural Communication, TTR: Traduction, Terminologie, Redaction, Translation Studies, Target: An International Journal of Translation Studies, oraz Palimpsestes. Pod jego redakcją pojawiły się numery specjalne poświęcone tłumaczeniu dla mniejszości (The Translator w 1998) oraz poezji w tłumaczeniu (Translation Studies w 2011). Za swoje tłumaczenia Venuti zdobył nagrody i granty przyznawane przez PEN American Center (1980), rząd włoski (1983), National Endowment for the Arts (1983 i 1999) oraz National Endowment for the Humanities (1989). W 1999 piastował stanowisko starszego wykładowcy przekładu na Uniwersytecie w Vic w ramach programu Fulbrighta.
Publikacje Venutiego pojawiły się w wielu czasopismach, takich jak Asymptote, Critical Inquiry, The Guardian, Journal of Visual Culture, The Times Literary Supplement i World Literature Today
W 2007 otrzymał stypendium Guggenheima (ang. Guggenheim Fellowship) za tłumaczenie poezji i prozy autorstwa Giovanniego Pascoli.
W 2008 za swoje tłumaczenie dzieła Edward Hopper: Poems autorstwa Ernesta Farrésa otrzymał Robert Fagles Translation Prize.

## Niewidzialność tłumacza
W swej przełomowej pracy zatytułowanej The Translator’s Invisibility: A History of Translation (ang. Niewidzialność tłumacza: historia przekładu), w której Venuti prezentuje historię przekładu od XVII wieku aż do dziś, zwracając uwagę na przewagę płynności tłumaczenia nad innymi funkcjami i strategiami, co ukształtowało literaturę obcą w Wielkiej Brytanii i Stanach Zjednoczonych, Venuti wyjaśnia, że dla większości anglojęzycznych wydawców, redaktorów i czytelników teksty wszelkiego rodzaju uznawane są za „dopuszczalne” w momencie gdy brzmią jakby zostały napisane w języku rodzimym, tj. udomowione (ang. domestication), czemu sam zainteresowany jest przeciwny, uważając bowiem, że zabieg ten powoduje zamykanie czytelnikom okna na obce kultury. To sprawia, że tłumaczenie staje się elementem pochodnym, niekiedy adaptacją, a nie przekładem oryginału. Tłumacz staje się przez to niewidzialny i pomijany. Wielu recenzentów pomija w swoich tekstach fakt, iż dany tekst jest tłumaczeniem i może nieco odbiegać od oryginału. Według Venutiego sytuacja ta wymaga zmiany i uwidocznienia tłumacza, przeniesienia czytelnika do autora, tj. wyobcowania danego tekstu (ang. foreignization). Autor popiera wizję Friedricha Schleiermachera cytowanego w The Translator’s Invisibility: A History of Translation, który opowiada się za strategią egzotyzacji i proponuje metodę alienacji (ang. Alienating method), manifestując tym samym indywidualność kultur i autora. 
Susan Bassnett, badaczka przekładu i literaturoznawstwa porównawczego wskazuje na koncentrację Venutiego na widzialności tłumacza, który musi dołożyć wszelkich starań, by zostać zauważanym.

## Udomowienie i egzotyzacja
Udomowienie i egzotyzacja to dwie, wyżej wymienione strategie przekładowe, z których pierwsza jest „nakierowana na specyfikę oryginału”, a druga jest „skupiona na specyfice kultury docelowej. Venuti określa te dwa podejścia w następujący sposób: „metoda udomowienia to etnocentryczna redukcja obcego tekstu do wartości kultury docelowej, zbliżająca pisarza do czytelnika. Metoda egzotyzacji natomiast kładzie nacisk na uwydatnienie różnic językowych i kulturowych oryginału, zbliżając czytelnika do kraju pisarza”. W udomowieniu tłumacz stosuje „przezroczysty”, płynny styl, po to, by tekst sprawiał wrażenie napisanego w języku docelowym, a nie jakby był tekstem przetłumaczonym z innego języka. Może to oznaczać pominięcie niektórych fragmentów tekstu lub dodaniu pewnej nadwyżki językowej, która uczyni tekst bardziej zrozumiałym i interesującym dla odbiorców przekładu. W egzotyzacji sytuacja jest odwrotna - tłumacz celowo zrywa z konwencjami języka docelowego, próbując zachować i oddać „egzotykę” oryginału.

### Interpretacja
Udomowienie i egzotyzacja są często poruszanym tematem wśród teoretyków przekładu, ponieważ dotyczą one podstawowych elementów tłumaczenia: związków między tekstem pierwotnym a docelowym, wyborów tłumacza, reakcji odbiorców, a także różnic kulturowych. Lawrence Venuti w swoich tekstach z lat 90. wprowadził te dwa terminy, ale zostały one zaczerpnięte z koncepcji myślicieli niemieckiego romantyzmu. Venuti podzielał preferencje swoich poprzedników do takich strategii tłumaczeniowych, które zbliżają czytelnika do pisarza, a nie na odwrót - pisarza do czytelnika. W swojej książce The Translator's Invisibility: A History of Translation zauważa on, że anglojęzyczne tłumaczenia są głównie „udomowione”, a co za tym idzie, wynoszą wartości kultury docelowej ponad te obcej. Inny badacz przekładu, Itamar Ewen-Zohar wyjaśnia, że udomowienie będzie częściej stosowane w tłumaczeniach tekstów kultury słabej (np. polskiej) na teksty kultury dominującej (np. amerykańskiej), zaś egzotyzacja odwrotnie - wtedy, kiedy tekst jest przekładany z języka kultury silnej na język kultury słabej. Venuti podkreśla, że tak powinno być też w pierwszym przypadku, aby: „unaocznić obecność tłumacza poprzez podkreślenie egzotycznej tożsamości oryginału i ochronić go przed ideologiczną dominacją kultury docelowej”.
W gronie teoretyków przekładu są także przeciwnicy egzotyzacji, jak na przykład Eugene Nida, który propaguje metodę udomowienia, twierdząc, że: „czytelnicy tekstu przetłumaczonego powinni być w stanie zrozumieć i docenić go w dokładnie taki sam sposób jak czytelnicy oryginału”.
Zwolennicy jeszcze innej teorii - teorii skoposu - uważają, że najlepszą zasadą tłumaczeniową dla jakiegokolwiek tekstu jest zasada 'skopos'. Zgodnie z tą zasadą, każde tłumaczenie wymaga zastosowania innej metody. To, którą metodę wybierze tłumacz, zależy od tego, jakie funkcje dane tłumaczenie ma spełniać. Nie oznacza to natomiast, że dobre tłumaczenie powinno być dopasowane do oczekiwań kultury docelowej.

## Publikacje
- Our Halcyon Dayes: English Prerevolutionary Texts and Postmodern Culture (1989)
- Rethinking Translation: Discourse, Subjectivity, Ideology (1992, red.)
- The Translator’s Invisibility: A History of Translation (1995, drugie wydanie 2008)
- The Scandals of Translation: Towards and Ethics of Difference (1998)
- Encyclopedia of Translation Studies (1998, współautor)
- Oxford Guide to Literature in English Translation (2000, współautor)
- The Translation Studies Reader (2000, drugie wydanie 2004, trzecie wydanie 2012, red.)
- “Adaptation, Translation, Critique” w Journal of Visual Culture 6/1 (2007)9. Translation Changes Everything: Theory and Practice (2013)
- Teaching Translation: Programs, Courses, Pedagogies (2017, red.)

## Tłumaczenia
- Delirium (Barbara Alberti, 1980)
- A Scientific Autobiography (Aldo Rossi, 1981)
- Restless Nights: Selected Stories (Dino Buzzati, 1983)
- Falling in Love (Francesco Alberoni, 1983)
- The Siren: A Selection (Dino Buzzati, 1984)
- Fantastic Tales (Iginio Ugo Tarchetti, 1992)
- Passion (Iginio Ugo Tarchetti, 1994)
- Finite Intuition: Selected Poetry and Prose (Milo De Angelis, 1995)
- The Temple of Iconoclasts (J. Rodolfo Wilcock, 2000)
- Breath: Poems and Letters (Antonia Pozzi, 2002)
- Italy: A Traveler’s Literary Companion (2003)
- 100 Strokes of the Brush before Bed (Melissa Panarello, 2004)
- The Goodbye Kiss (Massimo Carlotto, 2006)
- Death’s Dark Abyss (Massimo Carlotto, 2006)
- Edward Hopper: Poems (Ernest Farres, 2009)